# Могиляни (Львівський район)
Могиля́ни — село в Україні Львівському районі Львівської області. Належить до Артасівської сільської ради. В селі знаходиться дерев'яна церква Різдва Пр. Богородиці 1886.

## Історія
Могиляни (пол. Mohylany, Mogilany), разом з Верблянами (пол. Wierzblany) — село, належало до Жовківського повіту, 12 км на пд.-схід від Жовкви, 3 км на пн.-сх. від Куликова. На пн. лежать Передримихи і Нагірці, на схід Артасів, на пд. Гребінці, Надичі і Куликів, на зах. Перемивки. Води течуть до Бугу за посередництвом потоку Жовтанці (або Довгий), який називається нижче Кам'янка. Сільська забудова лежить в південній частині. В західній частині піднімається одне узгір'я, висотою до 266 м. Більша власність належала до латинської парафії в Куликові. В 1880 році було 389 жителів в гміні (284 в Могилянах і 105 в Верблянах), 11 на території двору (між ними 25 римо-католиків в Куликові, 31 в Верблянах).
Назва Могиляни, швидше за все походить від назви племені Могилян. 
Парафія греко-католицька в Нагірцях, римо-католицька в Куликові. В 1399 році свідчить Якоб, митрополит галицький, що Миколай з Куликова дарував село Могиляни костелові в Куликові і надає тому ж костелові десятину з метрополітальної власності. (Бернадинський архів у Львові, C. t. 335, str. 225 i t. 379, str. 103). Давніше знаходили тут попільниці тілопальних поховань. Є також сліди кургану, тепер розораний. В селі була філіальна школа.

## Населення

### Мова
Розподіл населення за рідною мовою за даними перепису 2001 року:
| Мова       | Кількість | Відсоток |
| ---------- | --------- | -------- |
| українська | 201       | 100%     |